# Commandant Kraken
Le Commandant Kraken est un super-vilain créé par Marvel Comics. Il est apparu pour la première fois dans Sub-Mariner no 27 en 1970.

## Origines
L'identité de ce criminel est inconnue. Le Commandant Kraken était un pirate des temps modernes qui rencontra et lutta contre Namor, au début de sa carrière.
Blessé dans de nombreuses batailles, il subit de multiples interventions chirurgicales qui le transformèrent peu à peu en cyborg. Il vendit alors ses services à l'HYDRA,et devint le Leader de la Division Navale de l'organisation criminelle mondiale. Il combattit Namor et Iron Man mais perdit contre eux.
Plus tard, le Commander Kraken fut invité par Gary Gilbert (Firebrand), qui voulait discuter d'un plan de défense contre le justicier Scourge. Mais ce dernier avait infiltré le bar, déguisé en barman, et il élimina tous les criminels présents.

### Le nouveau Kraken?
Dans la série Secret Warriors, en 2009, un nouveau Kraken, a fait son apparition, en tant que co-leader de l'HYDRA. On ignore s'il est lié à l'ancien.

## Pouvoirs
- Le premier Commandant avait eu la main gauche remplacée par un crochet électrifié. Ce crochet fut par la suite remplacé par une main bionique fabriquée par l'HYDRA.
- Sa jambe gauche était aussi bionique et incluait un bootjet lui permettant de voler, avec difficulté toutefois.
- Il combattait avec une épée énergétique pouvant dévier les lasers et émettre des arcs électriques.
- Marin aguerri, Kraken avait accès à des ressources et une flotte de sous-marins tentaculaires (ressemblant à des calmars) qu'il pilotait lui-même.
- Le nouveau Kraken possède un entrainement de soldat de l'HYDRA. Il utilise une armure hi-tech, à l'épreuve des balles et un casque équipé de multiples capteurs. C'est un tacticien et un stratège expérimenté.